# جوان كورتني
جوان كورتني هي لاعبة كرلنغ كندية، ولدت في 7 مارس 1989 في إدمونتون في كندا.

## وصلات خارجية
- جوان كورتني على موقع الاتحاد الدولي للكرلنغ (الإنجليزية)
- جوان كورتني على موقع اللجنة الأولمبية الدولية (الإنجليزية)
- جوان كورتني على موقع أوليمبيديا (الإنجليزية)
- جوان كورتني على موقع اللجنة الأولمبية الكندية (الإنجليزية)